# Массенберг, Лу
Лу Массенберг (нем. Lou Massenberg; род. 13 ноября 2000, Берлин) — немецкий прыгун в воду, двукратный чемпион Европы 2018 и 2019 годов, призёр чемпионатов мира и Европы.

## Биография
Он представлял немецкую национальную команду на чемпионате Европы по прыжкам в воду в Киеве в 2017 году. В синхронных прыжках в миксте с 3-х метрового трамплина в паре с Тиной Пунцель завоевал бронзовую медаль. 
Он принимал участие в чемпионате мира по плаванию 2017 года в Будапеште, где занял тридцать пятое место на метровом трамплине и в паре с Тиной Пунцель оказался на итоговом четвертом месте в миксте.
На чемпионате Европы по плаванию в Глазго 2018 он выиграл серебряную медаль в смешанных командных соревнованиях, а вместе с Тиной Пунцель стал чемпионом Европы в миксте. 
На чемпионате мира в Корее в 2019 году завоевал бронзовую награду в миксте.  
На чемпионате Европы по прыжкам в воду в Киеве в 2019 году он завоевал серебряную медаль на 3-метровом трамплине в синхронных прыжках в миксте в паре с Тиной Пунцель, а в командных соревнованиях стал чемпионом Европы.   
В мае 2021 года, на чемпионате Европы по водным видам спорта, который состоялся в Венгрии, Лу в составе команды Германии завоевала бронзовую медаль турнира. На 3-х метровом трамплине в миксте в паре с Тиной Пунцель стал серебряным призёром.